# Hyannis (Nebraska)
Pour l’article homonyme, voir Hyannis.
Le village de Hyannis est le siège du comté de Grant, dans l’État de Nebraska, aux États-Unis. Il comptait 287 habitants lors du recensement de 2000.